# Classification des climats
La classification des climats répond au besoin d'organiser et de synthétiser notre connaissance des différents types de climats et des données observées, afin de s'adapter au mieux à notre environnement. Aussi, plusieurs classifications ont été développées depuis les premières classifications connues, venant de Grèce antique, elles décrivent les conditions météorologiques, selon leurs latitudes.

## Des classifications
Chaque classification climatique peut répondre à des attentes différentes selon les objectifs des personnes les utilisant. Par exemple, une classification selon des températures météorologiques et l'ensoleillement permettra un choix efficace pour une installation de chauffage afin d'estimer au mieux la puissance de chauffe nécessaire, mais également la durée estimée de chauffage. La description des différents types de climat permet également de simplifier l'information disponible, et de la diffuser dans une forme compréhensible. Une classification répond à un objectif, qu'il soit écologique, économique, touristique...
Une lacune des systèmes de classification est qu'ils supposent des frontières entre les zones qu'elles occupent alors qu'il y a, sauf exception, des transitions progressives d'un climat à un autre.

### La classification des climats
On peut classer les classifications selon les méthodes qu'elles utilisent, selon les données qu'elles utilisent et selon les objectifs qu'elles visent.

### Les données
Les classifications modernes essaient de se baser sur des mesures objectives de paramètres mesurables à l'origine du climat : la température, l'humidité, l'hydrométrie, la pluviométrie, l'ensoleillement, la vitesse des vents, etc.; et sur l'analyse statistique. Ainsi, des indices issus de ces mesures peuvent être créés comme l'indice d'aridité, l'évapotranspiration. À ces mesures objectives, viennent se greffer des appréciations plus empiriques, c'est par exemple la classification de Köppen qui a été conçue de façon à faire correspondre les zones climatiques et celles des biomes.
Le climat, par définition, consiste en une combinaison des états de l'atmosphère (température, humidité, précipitations, ensoleillement, vent, etc.). C'est-à-dire que ces paramètres ne sont pas indépendants, mais corrélés entre eux pour chaque lieu donné. Afin de prendre en compte ces corrélations, et non pas de définir indépendamment entre elles des conditions climatiques qui n'auraient aucune chance d'être rencontrées conjointement, la méthode dite "statique" [Larousse, dictionnaire du climat], consiste à établir des statistiques classiques sur chaque agent puis à les regrouper pour chaque lieu de manière à définir des tendances plus "physiques".
Il existe deux grands types de classification, les classifications établies avec les uniques données climatiques (température, hygrométrie, pluviométrie, ...) et les classifications qui prennent en compte certaines données écologiques comme la classification de Holdridge.

### Les méthodes
- statistiques
- stochastiques

### Les buts
- Description d'écozones
- Météorologie

## Les classifications

### La classification en fonction de l'indice d'aridité
L'indice d'aridité est une valeur numérique censée représenter le degré de sécheresse du climat à un endroit donné, plusieurs méthodes de calcul ont été proposées. Ces indices ont pour la première fois été calculés au début du XXe siècle par Wladimir Köppen et Rudolf Geiger, plus tard d'autres scientifiques comme Charles Warren Thornthwaite puis Mikhaïl Ivanovitch Budyko ont proposé les leurs. Les gradients de ces indices peuvent également servir à délimiter des zones en fonction de leur pluviométrie. Ces indices peuvent être utilisés, tels quels, pour les activités comme l'agriculture, l'élevage ou le tourisme. Ces indices peuvent également être utilisés, parmi d'autres, comme facteur pouvant permettre une classification du climat.

### Le système de Martonne
Dans la première moitié du XXe siècle, le géographe français Emmanuel de Martonne élabore un système de classification des climats par une méthode statistique. Il utilise un indice synthétique regroupant des données hydrométriques et thermiques. Cette méthode statistique sera reprise par la suite pour la classification climatique et perfectionnée grâce au développement des moyens techniques de mesure et d'information sur le climat.

### La classification de Thornthwaite
La classification de Charles Warren Thornthwaite, tient compte de paramètres liés au développement de la végétation, et plus particulièrement du concept d'évapotranspiration et d'indice d'aridité fondée sur les moyennes de température. Il tient compte aussi de données empiriques comme le type de végétation.
Le classement selon les taux d'humidité utilise une échelle de valeur associée aux termes hyperhumide, humide, subhumide, subaride, semi-aride et aride. Selon la classification de Thornwraite, 33 % de la planète subit un régime aride ou semi-aride, c'est le cas du sud-ouest de l'Amérique du Nord, du sud-ouest de l'Amérique du Sud, de la plupart du nord de l'Afrique et une petite partie de l'Afrique australe, du sud-ouest de l'Asie orientale, ainsi que la majeure partie de l'Australie. Des études suggèrent que l'indice d'efficacité des précipitations (PE) est surestimé en été et sous-estimé en hiver. Cet indice peut être utilisé efficacement pour déterminer le nombre d'herbivores et des espèces de mammifères dans un nombre zone donnée. L'indice est également utilisé dans les études du changement climatique.
Le paramètre thermique dans cette classification définit les régimes microthermal, mésothermal, et mégathermal. Un climat microthermal est un climat à moyenne annuelle faible de températures, généralement entre 0 °C et 14 °C qui connaît des étés courts et un potentiel d'évaporation de 14 centimètres et 43 centimètres. Un climat mésothermal est un climat qui manque de chaleur ou subit un froid persistant, avec une évaporation potentielle entre 57 centimètres et 114 centimètres. Un climat mégathermal est un climat où persistent des températures élevées et des précipitations abondantes, avec un potentiel d'évaporation au-delà de 114 centimètres.

### Le système de Köppen

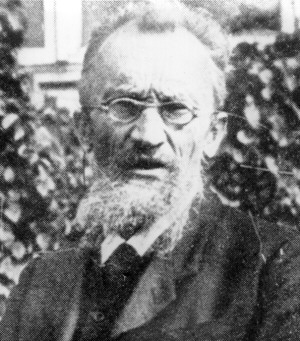
Le climatologue Wladimir Peter Köppen

Dans les années 1920, le climatologue Wladimir Peter Köppen met au point un système de classification des climats basé uniquement sur les précipitations et les températures. Un climat est ainsi repéré par un code de deux ou trois lettres. C'est la plus courante des classifications climatiques dans sa version présentée par Rudolf Geiger en 1961. Un très grand nombre d'études climatiques et de publications ont adopté une des versions de ce système. La carte de Köppen-Geiger reste aujourd'hui une référence, grâce à ces mises à jour fréquentes, tant dans les domaines de l'hydrologie, de la géographie, de l'agriculture, de la biologie, la climatologie à travers ses recherches sur l'évolution des climats.
Exemples:
- Le Sahara, ou le désert d'Arabie, sont de type BWh (B = Climat sec; W = Climat désertique; h = Température moyenne annuelle > 18 °C)
- La zone équatoriale est de type Af (A = Climat tropical; f = Climat humide sans saison sèche)
- La France du nord est de type Cfb (C = Climat tempéré chaud; f = Climat humide sans saison sèche; b = été tempéré)

### La classification de Trewartha
La classification de Trewartha est une adaptation de la classification de Köppen. Il tente de redéfinir les grands groupes climatiques de manière à être plus proche des biomes de végétaux, en particulier aux États-Unis. La classification de Köppen accorde à l'ouest de Washington et l'Oregon, le même climat que le sud de la Californie, même si ces deux régions ont une végétation très différente. La situation est identique entre le sud de la Nouvelle-Angleterre et les côtes du Golfe. La classification de Trewartha reclassifie la côte du Nord-Ouest Pacifique comme ayant un climat différent de celui de la Californie, et celui de la Nouvelle-Angleterre et comme étant différent de celui du Golfe. cette classification reconnait huit types de climat et dix régimes de température.

### La classification des masses d'air de Bergeron
La plupart des classifications tiennent compte des mouvements de masses d'air. La classification de Tor Bergeron, utilisée à partir des années 1950 pour les prévisions météorologiques, est celle qui est la plus acceptée parmi celles-ci. Pour ce modèle, il faut trois lettres pour décrire une masse d'air. L'humidité, est le premier des paramètres, "c" sert à définir les masses d'air continentales donc sèches, et "m" à définir les masses d'air marines donc humides. Le second permet de définir la région d'origine de la masse d'air qui présuppose la chaleur emmagasinée par la masse d'air, ainsi on a T pour une zone tropicale, P pour le polaire, A pour l'Arctique ou l'Antarctique, M pour la mousson, E pour l'équatoriale, et S pour une masse d'air sec formée par une baisse significative de mouvement dans l'atmosphère. La troisième lettre est utilisée pour désigner la stabilité de la masse d'air, ce qui revient à savoir si la masse d'air est plus ou moins chaude que le sol sur lequel elle repose respectivement par les lettres w et k. Les climatologues n'ont réellement commencé un synoptique sur cette base qu'à partir de 1973.
Basée sur la classification des masses d'air de Bergeron, la classification synoptique spatiale retient six climat différents, le climat polaire sec, le climat tempéré sec, le climat tropical sec, le climat tropical humide, le climat tempéré humide.

### Les classifications éco-climatiques
Les paramètres climatiques permettent de prévoir le type de végétation dans une zone, de la même manière l'examen d'une flore permet d'en déduire le climat. C'est le cas par exemple de la classification présentée par Leslie Holdridge en 1947, et qui tient compte à la fois de données climatologiques et écologiques. La classification de Holdridge en a inspiré d'autres, qui utilisent encore moins de caractères climatiques comme celle de Miklos Udvardy publiée en 1975 qui allait aboutir à la classification écologique des terres. Le PNUD et le WWF poursuivent cette démarche en utilisant ces critères bioclimatiques pour la définir les écozones. Des classifications décrivent des biomes et non pas strictement des climats, le climat se déduisant du biome.